# Herbert Pernice

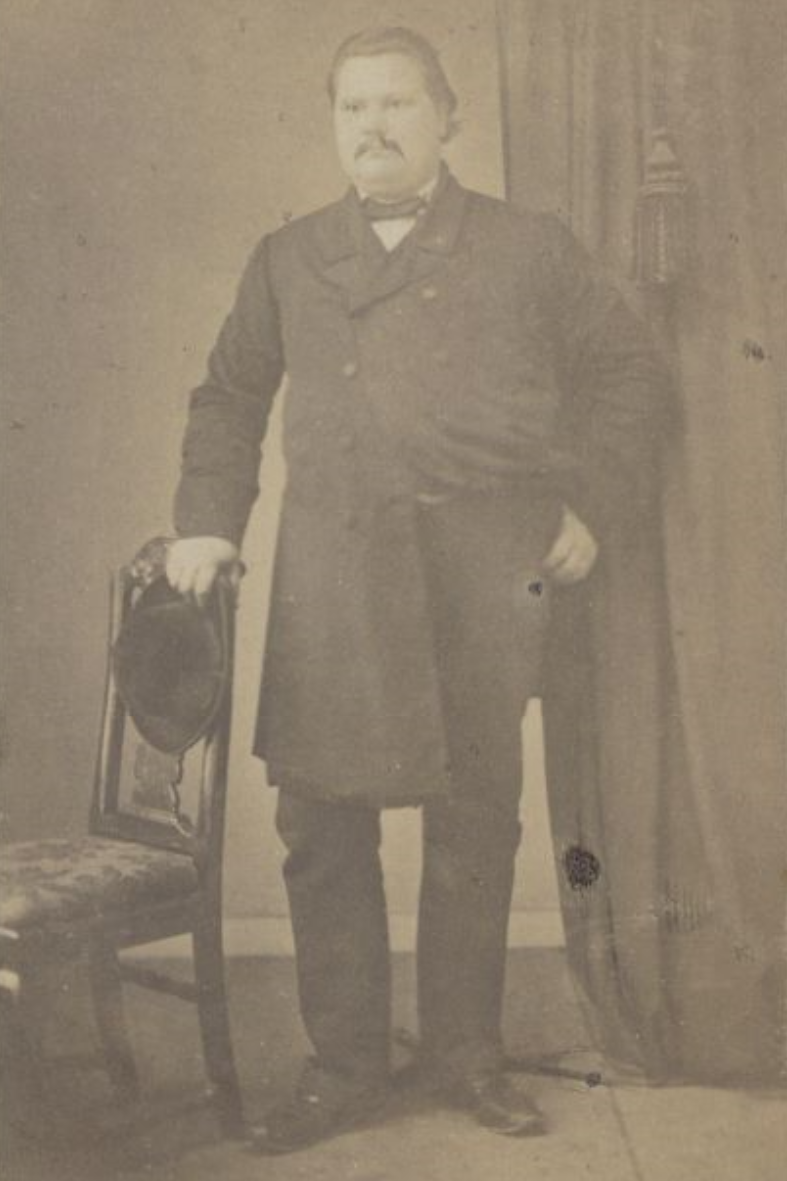
Herbert Pernice

Herbert Viktor Anton Pernice (* 14. April 1832 in Halle a. S.; † 21. April 1875 in Hořovice, Mittelböhmen) war ein deutscher Rechtswissenschaftler.

## Leben
Er war der mittlere der drei Söhne von Ludwig Pernice, einem Hallenser Juristen und Hochschullehrer, und Auguste Niemeyer, der Tochter von August Hermann Niemeyer.
Nach dem Besuch der Landesschule Pforta studierte Pernice an der Rheinischen Friedrich-Wilhelms-Universität. 1852 wurde er Mitglied des Corps Palatia Bonn. Er erlangte Leipzig die philosophische (1854) und in Halle die juristische Doktorwürde (1855). 1856 habilitierte er sich in Berlin für Römisches Recht. Im Königreich Hannover wurde er 1857 zum Professor der Rechte an der Georg-August-Universität Göttingen und 1862 in die Domänenkammer (?) berufen. Nach dem Deutschen Krieg legte er 1866 mit der preußischen Annexion Hannovers seine Professur nieder. Ab 1867 war er als Bevollmächtigter des depossedierten Kurfürsten von Hessen in Berlin beschäftigt. Er starb auf Schloss Hořovice, einer Exilresidenz von Kurfürst und Landgraf Friedrich Wilhelm I. (Hessen-Kassel).

## Werke
- Die Frösche des Aristophanes, Leipzig 1856 Digitalisat
- Denkschrift über die anhaltische Verfassung (Dessau 1862)
- Zur Würdigung der v. Warnstedtschen Schrift: Staats- und Erbrecht der Herzogtümer Schleswig-Holstein (Halle 1864)
- Kritische Eroberungen zur schleswig-holsteinischen Successionssrage (Kassel 1865–66, 6 Hefte)
- Die Verfassungsrechte der im Reichsrat vertretenen Königreiche und Länder der österreichisch-ungarischen Monarchie (Halle 1872, Heft 1)